# Daimón
Daimón (δαίμων „distributor, rozdělovatel“), latinsky daemon, též daimonion (δαιμόνιον), je starořecký výraz, který v závislosti na kontextu může označovat božstvo či bytost nižšího řádu. Význam slova prošel v průběhu času velkými změnami a jeho užití se lišilo autor od autora. V Homérově díle je víceméně synonymem pro theos „bůh“, ale spíše než na osobu odkazuje na moc či oblast působnosti božstva, čímž se podobá latinskému numen. Již Hésiodos však výraz daimón užívá pro bytost s menší mocí, než má božstvo. Hésiodos taktéž uváděl že daimóni vzešli z lidí Zlatého věku po jejich smrti z Diovy vůle. Mají být svázáni se zemí, strážci lidí a rozdělovateli bohatství. U Sókrata byl daimonion strážným božstvem, duchem či instinktem jedince, ne nutně vůči němu externí. V římském náboženství byl daimón ztotožněn s geniem.
K daimónům lze také řadit celou řadu dalších bytostí z řecké mytologie, ačkoliv ne vždy za ně byli explicitně označováni, kupříkladu kéry (bohyně násilné smrti), uctívané hrdiny, nestvůrné bytosti jako lamie, empúsy a mormy, nebo mstitelská božstva jako erínyje.

## Platonismus
V Platónově Obraně Sokratově slovo daimón odkazuje na bohy či jejich potomky, a ve Faidónovi se tvrdí, že každý člověk má svého daimóna, který jej provází podsvětím. V pozdějším Symposionu jsou bohové blažení, krásní a dobří, zatímco daimóni stojí mezi bohy a lidmi a zprostředkovávají mezi nimi kontakt, jsou tedy posly (aggeloi). V tomto pojetí se prostřednictvím daimónů odehrává věštění a zaříkávání, a jim je věnován kult a oběti. Například bůh Arés představuje dokonalé a tvořivé napětí a energičnost, ale jak však emanuje do imanentního světa, stává se daimónem a v tomto nedokonalém prostředí začíná nést rysy konfliktu a agresivity. Tímto rozdělením Platón řešil rozpor mezi tradičním obrazem řeckých bohů a svými názory týkajícími se dokonalého božství. V jeho pojetí však démoni stále zůstávají pozitivní a člověka chrání a pomáhají mu. Naproti tomu jeho žak Xenokratés tvrdil že existují i daimóni zlovolní, spojení především s chtonickými kulty.
Později tato myšlenka vedla k explicitně formulovanému názoru, že většina tradičních mýtů, včetně Homérova díla, pojednává nikoliv o bozích, ale o daimónech. Poprvé se takový pohled objevil u Plútarcha z Chairóneie na přelomu 1. a 2. století, v 5. století jej pak obhajoval novoplatonik Proklos. Ten zároveň poukázal, že i Homér někdy hovoří o „pravých“, dokonale blažených bozích, zatímco jindy o bozích ustaraných, hádajících se a agresivních, tedy o daimónech. Z pohledu Prokla tak Homér kombinoval ve svém díle dva různé diskurzy.